# Commodore & Amiga
Commodore & Amiga – miesięcznik wydawany przez Spółdzielnię Bajtek w latach 1992–1995 (dokładniej: od numeru 01/1992 do 10/1995). Poświęcone było komputerom serii Commodore i Amiga.
Pismo wypełniały opisy programów, sprzętu, gier, kursy programowania, relacje z copy party oraz konkursy.
Fani komputerów Commodore & Amiga amatorsko wznowili wydawanie pisma pod nowym tytułem „Commodore & Amiga Fan”. C&A Fan wydawany jest nieregularnie tylko w wersji elektronicznej.
Podczas imprezy Pixel Heaven 2015 reaktywowano czasopismo „Commodore & Amiga” oraz zorganizowano spotkanie z zespołem redakcyjnym. Uczestnikom został udostępniony kolejny numer magazynu (numeracja kolejna po ostatnim numerze z wydawnictwa „Bajtek”).